# Javier González (cyclisme)
Pour les articles homonymes, voir González et Javier González.
González  Barrera est un nom espagnol. Le premier nom de famille, en général paternel, est González ; le second, en général maternel, souvent omis, est Barrera.
Javier Alberto González Barrera, né le 13 novembre 1979 à Sogamoso (département de Boyacá), est un coureur cycliste colombien. Il a notamment remporté le Clásico RCN 2006.

## Repères biographiques
Non cité parmi les favoris au départ, Javier González s'impose dans le Clásico RCN 2006. Il profite de la stratégie mise en place par son directeur sportif pour s'immiscer dans une échappée au long cours, lors du troisième jour. Puis il s'isole, remporte l'étape et prend la tête du classement général. Malgré une perte de temps importante lors du contre-la-montre individuel de la sixième étape, il domine ses adversaires dans l'ascension de l'alto de La Línea, le lendemain. Ce qui lui permet de s'imposer dans le classement général de cette épreuve.

## Palmarès
- 2002
  - Vuelta a Antioquia
- 2003
  - 2e étape du Clásico RCN
- 2006
  - Clásico RCN
    - Classement général
    - 3e étape

  - 3e étape de la Doble Sucre Potosí
  - 3e et 10e étapes du Tour de Colombie
  - 5ea étape de la Doble Copacabana
- 2007
  - 3e étape du Clásico RCN
  - 2e du Clásico RCN
- 2008
  - 3e étape du Clásico RCN
- 2010
  - 13e étape du Tour de Colombie
- 2011
  - 7e étape de la Clásica Panavial de Tulcán
  - 3e de la Clásica Panavial de Tulcán